# Canthon vulcanoae
Canthon vulcanoae är en skalbaggsart som beskrevs av Guido Pereira och Martinez 1956. Canthon vulcanoae ingår i släktet Canthon och familjen bladhorningar. Inga underarter finns listade.